# UNIVAC
UNIVAC je skraćenica od engleske složenice UNIVersal Automatic Computer i bilo je ime za podružnicu američke tvrtke Remington Rand koja je nastala kupnjom Eckert-Mauchly Computer Corporation, is stvorena je četiri godine poslije stvaranja ENIACa. Tvrtku UNIVAC, je poslije kupila tvrtka Sperry, a ovu tvrtku je kupila tvrtka Unisys. Robni žig Univac još važi i trenutno je u vlasništvu tvrtke Unisys.

## Proizvodi

### Računalni sustavi
- UNIVAC 1100/2200
- Remington Rand 409
- UNIVAC 418 (ili 1219)
- UNIVAC 490
- UNIVAC 492
- UNIVAC 494
- UNIVAC 1050
- Serija UNIVAC 9000 
  - UNIVAC 9200
  - UNIVAC 9300
  - UNIVAC 9400
  - UNIVAC 9700
- Serija UNIVAC 90/60
  - UNIVAC 90/60
  - UNIVAC 90/70
  - UNIVAC 90/80
- Serija UNIVAC 90/30 Series
  - UNIVAC 90/30
  - UNIVAC 90/25
  - UNIVAC 90/40
- Serija UNIVAC 80

- Vanjske jedinice 
  - Magnetski bubanj:
    - UNIVAC FH880
    - UNIVAC FH432
    - UNIVAC FH1782

  - Sistem za obradu bušenih kartica:
    - UNIVAC 1004
    - UNIVAC 1005